# Остальский, Всеволод Порфирьевич
Все́волод Порфи́рьевич Оста́льский (17 декабря 1924, Москва — 24 июня 2006, Москва) — советский и российский режиссёр, театральный педагог, профессор. Декан актёрского (1955—1965) и режиссёрского (1975—1982) факультетов Государственного института театрального искусства, ректор Высшего театрального училища имени М. С. Щепкина (1984—1995), заслуженный деятель искусств РСФСР (1979).

## Биография
Всеволод Остальский родился в Москве. Его отец Порфирий Феофанович, сын псаломщика с. Глебки Староконстантиновского уезда Волынской губернии Феофана Венедиктовича Остальского, окончил Кременецкое духовное училище, затем Волынскую духовную семинарию и историко-филологический факультет Варшавского университета, но в советское время работал в основном на различных бухгалтерских должностях. Выйдя на пенсию, преподавал латынь в мед.училище. Мать, Наталья Константиновна Остальская (Корякина), преподавала русский язык и литературу в школе.
Всеволод, по его собственным словам, уже в четвертом классе твердо решил стать режиссёром, и целенаправленно шёл к этой цели. Умудрялся почти одновременно заниматься в двух — трёх драматических коллективах, успевал просматривать почти все премьеры московских театров. Несколько лет подряд каждое воскресенье вёл детские концерты в Колонном зале Дома Союзов, сам писал пьесы и ставил их в школе. В первые дни войны был принят в эстрадную студию Смирнова-Сокольского — участвовал в спектаклях-концертах в саду «Эрмитаж».
В августе 1942 года поступил в Московское пехотное училище имени Верховного Совета РСФСР, которое окончил в 1943 году с присвоением как отличнику звания «лейтенант». Участвовал в боях в составе 1-й Воздушно-десантной гвардейской дивизии на 2-м Украинском фронте (старший адъютант батальона). 23 ноября 1943 года получил тяжёлое осколочно-пулевое ранение.
После демобилизации (1946 г.) поступил в Государственный институт театрального искусства (ГИТИС) им. А. В. Луначарского на режиссёрский факультет (педагоги — Алексей Дмитриевич Попов и Мария Осиповна Кнебель). По окончании, получив диплом с отличием, оставлен на педагогической работе.
С 1955 по 1965 год — декан актёрского факультета ГИТИСа. В 1963 году стал самым молодым художественным руководителем актёрского курса. С 1975 по 1982 год, продолжая педагогическую деятельность на актёрском факультете, занимал должность декана режиссёрского факультета. 
С 1984 по 1995 год — ректор Высшего театрального училища имени М. С. Щепкина.
За годы своей педагогической деятельности Всеволод Порфирьевич Остальский поставил более 70 спектаклей, выпустил более тысячи учеников, среди который немало «звёзд» театра, кино и телевидения. Внес большой вклад в создание и становление театров: театр ФЭСТ города Мытищи и многих других.
Ушел из жизни 24 июня 2006 года в возрасте 81 года. Похоронен на Ваганьковском кладбище в Москве.

## Ученики
Среди учеников Всеволода Остальского: Андрей Анкудинов, Ольга Алисова, Наталья Кулинкина, Виталий Базин, Георгий Третьяков, Николай Дик, Татьяна Веденеева, Виктор Сухоруков, Татьяна Догилева, Елена Силина, Александр Фурсенко, Михаил Бучин, Юрий Николаев, Галина Коньшина, Сергей Полянский, Татьяна Николаева.

## Награды
- Орден Дружбы (2001).
- Орден Отечественной войны II степени (1985).
- Орден Красной Звезды.
- Заслуженный деятель искусств РСФСР (1979).
- Награждён многими медалями.

## Семья
- Жена — Ирина Давыдовна Остальская (урождённая Манская; 1926—2004), редактор Главной редакции передач для детей и юношества Центрального телевидения, одна из создателей и многолетний редактор передачи «Спокойной ночи, малыши!», дочь театрального режиссёра Давида Моисеевича Манского.
  - Сын — Андрей Всеволодович Остальский (род. 1953), журналист, писатель, окончил факультет журналистики МГИМО. В 80-е годы корреспондент ТАСС на Ближнем Востоке. С 1990 по 1994 - заведующий международным отделом газеты "Известия". С 2001 по 2009 год главный редактор русской службы ВВС.
  - Сын — Дмитрий Всеволодович Остальский (род. 1959), журналист, с 1988 по 1990 годы корреспондент еженедельника "Московские новости". С 1990 по 1993 годы - заведующий отделом политика, заместитель главного редактора "Независимой газеты", с 1993 по 1996 год главный редактор газеты «Сегодня». Советник генерального директора холдинга "Медиа-МОСТ".